# Will Ferrell
John William "Will" Ferrell (Irvine, 16 de julho de 1967) é um ator, produtor, roteirista e comediante norte-americano. Will Ferrell ganhou fama ao atuar no programa de comédia Saturday Night Live, da rede NBC, e, mais tarde em filmes como Zoolander (2001), Elf (2003), Anchorman: The Legend of Ron Burgundy (2004), Talladega Nights (2006), Step Brothers (2008) e The Other Guys (2010). Ele escreveu o argumento de uma grande parte dos filmes que protagonizou em colaboração com Adam McKay. Os dois criaram também o site Funny or Die e a produtora Gary Sanchez Productions em 2007. Will também fez a dublagem do personagem principal do filme de animação Megamind (2010) e do vilão Lord Business em The Lego Movie (2014).
Will faz parte do grupo de comédia "Frat Pack", uma geração de atores de comédia que trabalham frequentemente juntos e que inclui nomes como Jack Black, Ben Stiller, Steve Carell, Vince Vaughn e os irmãos Owen e Luke Wilson.
Ferrell foi nomeado duas vezes para os Globos de Ouro, a primeira vez em 2006 na categoria de Melhor Ator Secundário pelo seu papel de Franz Liebkind em The Producers, e a segunda em 2007 na categoria de Melhor Ator num Filme de Comédia ou Musical pelo seu papel de Harold Crick em Stranger Than Fiction.
Em 2015 foi considerado o melhor comediante de 2015 pela revista GQ britânica e em 2016 recebeu uma estrela no Passeio da Fama em Hollywood.

## Biografia

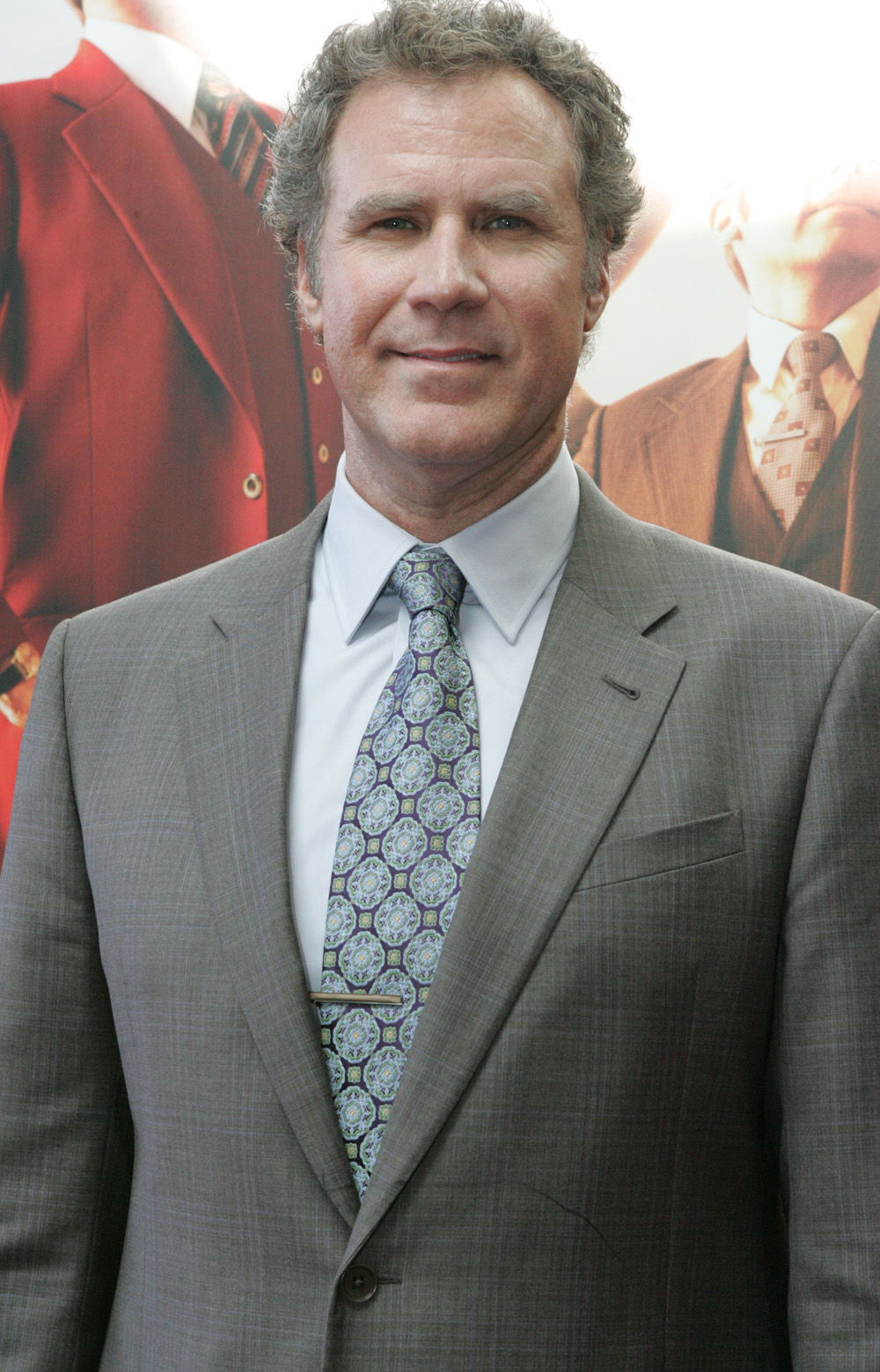
Will Ferrell em 2013.

Will Ferrell nasceu em Irvine, no Estado da Califórnia, filho de Betty Kay, uma professora primária, e Roy Lee Ferrell Jr., um músico que trabalhou com a banda The Righteous Brothers. Will tem um irmão mais novo chamado Patrick. Os pais de Will divorciaram-se quando ele tinha oito anos, mas mantiveram uma relação amigável. Porém, o emprego instável do seu pai fazia com que passasse muito tempo longe de casa e não tivesse uma fonte de rendimento estável, o que levou a que Will crescesse com aspirações de conseguir um emprego normal e não no mundo do espetáculo.

Will frequentou as escolas Turtle Rock Elementary e Rancho San Joaquin Middle Schhol. Mais tarde, frequentou o liceu University High School, onde fez parte da equipa de futebol americano, da equipa de futebol e foi capitão da equipa de basquetebol, além disso, fez parte da associação de estudantes. Foi no liceu que Will se apercebeu do seu talento para fazer os seus colegas rir. Ele afirma que o facto de ter crescido numa cidade calma dos subúrbios foi um factor contributivo para desenvolver as suas capacidades na comédia:
Cresci em na cidade segura e previsível de Irvine onde não havia dramas, por isso tínhamos de os criar nas nossas cabeças. A minha principal distração era fazer os meus amigos rir e explorar novas formas de ser engraçado. Não tive o instinto de sobrevivência que outros comediantes que cresceram em bairros problemáticos têm. A minha experiência é o oposto disso. Cresci em Mayberry e o humor surgiu do aborrecimento. E havia muita coisa para gozar.
No último ano do liceu, Will e um amigo começaram a interpretar sketches cómicos através do intercomunicador da escola. Ferrell também começou a interpretar sketches nos espetáculos de talento da escola. Depois de terminar o liceu, Will ingressou na Universidade do Sul da Califórnia onde estudou Jornalismo Desportivo. Na universidade, juntou-se a uma fraternidade e e era conhecido pelas suas partidas elaboradas. Will terminou o curso em 1990 e conseguiu um estágio numa estação televisiva local, mas não gostou do trabalho. Will trabalhou como valete num hotel e como caixa num banco. Ambos os empregos não duraram mais do que poucos dias. Em 1991, mudou-se para Los Angeles encorajado pela mãe para fazer algo de que gostasse. Aí, fez uma audição para o grupo de comédia de improviso The Groundlings e conseguiu um lugar no mesmo.

## Carreira

### The Groundlings
Will descobriu e passou a adorar a comédia de improviso quando se juntou ao The Groundlings. Foi com este grupo que desenvolveu as suas capacidades neste tipo de comédia e começou a fazer imitações e a criar personagens originais. Will e o seu colega Chris Kattan criaram as personagens Butabi Brothers, um grupo de homens que vai a discotecas seduzir mulheres, mas que é constantemente rejeitado. Na altura em que fazia parte do The Groundlings, Will trabalhou como leiloeiro e teve pequenos papéis em séries, filmes independentes e anúncios televisivos. Chegou também a trabalhar como Pai-Natal num centro comercial.

### Saturday Night Live
Após o declínio na popularidade de Saturday Night Live na temporada de 1994–1995, os produtores procuravam novos atores para renovar o elenco na temporada seguinte. Um produtor assistiu a um espetáculo do The Groundlings e pediu a Will Ferrell, Chris Kattan e Cheri Oteri para fazerem uma audição para o produtor principal do Saturday Night Live, Lorne Michaels. Will juntou-se ao elenco do programa em 1995 e deixou-o em 2002. Ele regressou duas vezes como apresentador.
Will tornou-se conhecido pelas suas imitações, principalmente pela sua imitação do Presidente George W. Bush, mas também criou várias personagens originais memoráveis, entre elas, o frequentador de discotecas Steve Butabi que teve direito ao seu próprio filme em 1998: A Night at the Roxbury. Em 2001, Will Ferrell tornou-se no membro do elenco mais bem pago do Saturday Night Live, com um salário de 350 000 dólares por temporada.
Numa votação de 2014, Will Ferrell foi considerado o melhor membro de sempre do elenco de Saturday Night Live.

### Cinema

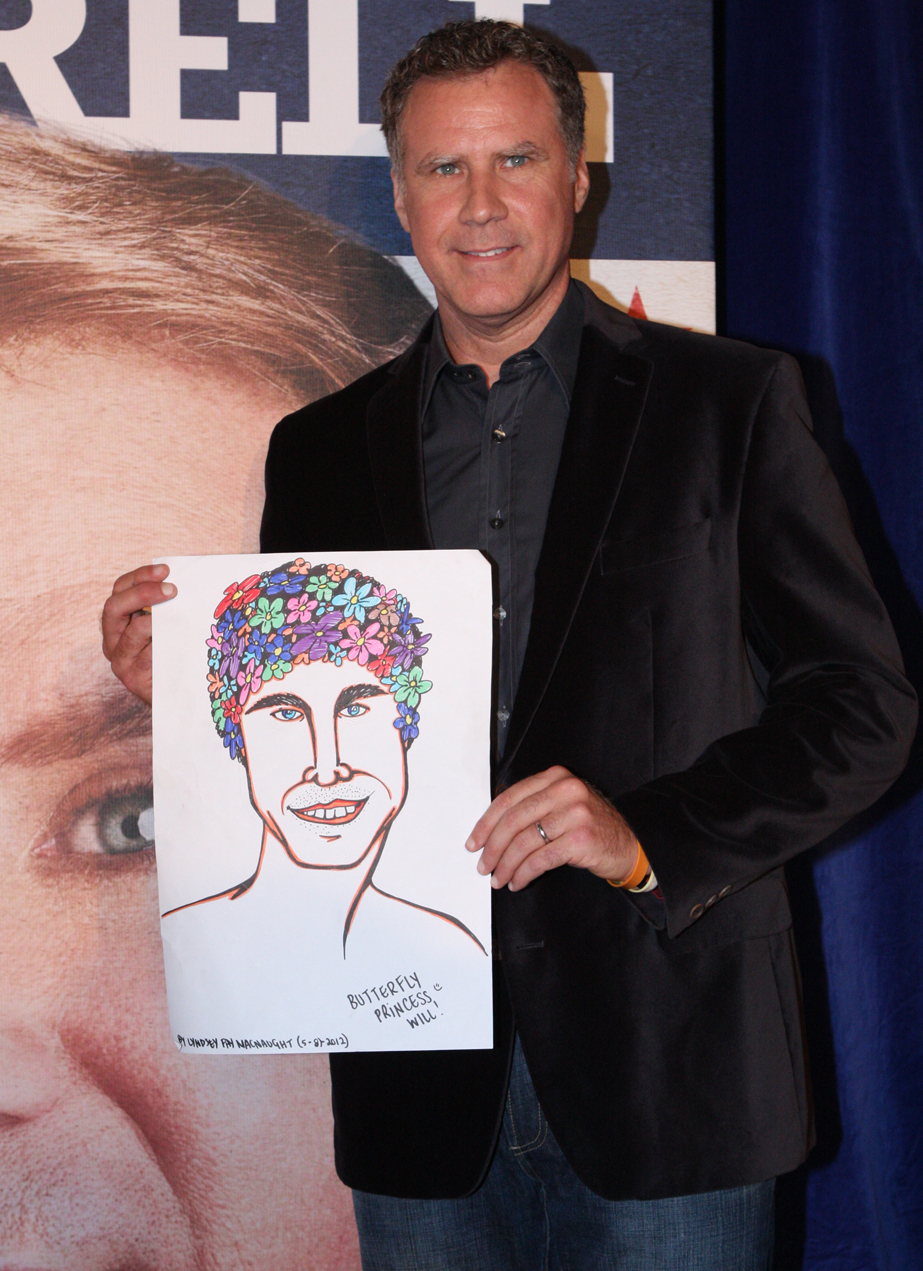
Will Ferrell na estreia do filme The Campaign na Austrália.

Enquanto ainda trabalhava no Saturday Night Live, Will participou em filmes como: Austin Powers: International Man of Mystery, A Night at the Roxbury, Superstar, The Ladies Man, Drowning Mona, Austin Powers: The Spy Who Shagged Me, Jay and Silent Bob Strike Back, e Zoolander.
O seu primeiro papel de protagonista depois de abandonar o Saturday Night Live foi o de Frank "The Tank" Richard no filme Old School (2003). Um crítico do New York Times declarou que o filme "pertence ao Sr. Ferrell". Old School foi um grande sucesso e Will foi nomeado para os MTV Movie Awards na categoria de Melhor Desempenho numa Comédia. No mesmo ano, Will protagonizou a comédia natalícia Elf, outro grande sucesso. Nos anos seguintes, Will continuou a protagonizar comédias como Melinda and Melinda, Anchorman: The Legend of Ron Burgundy e Starsky & Hutch, conseguindo um lugar no grupo de comediantes Frat Pack. Will tornou-se num dos atores mais bem pagos de Hollywood com rendimentos de 40 milhões de dólares em 2005. Em 2006, Will protagonizou dois filmes bem recebidos pela crítica e de grande sucesso nas bilheteiras: Stranger Than Fiction e Talladega Nights: The Ballad of Ricky Bobby. O primeiro foi o seu primeiro filme dramático e rendeu-lhe a sua primeira nomeação para os Globos de Ouro. Nesse ano, Will Ferrell foi considerado um dos atores do ano pela revista The Magazine.
Em 2008, Will protagonizou, com John C. Reilly, a comédia Step Brothers. O filme foi realizado por Adam McKay, com quem Will trabalha frequentemente. Os dois escreveram o argumento do filme que rendeu 128 milhões de dólares.
Em 2009, foi o protagonista de Land of the Lost, um filme de aventura e comédia que foi um fracasso de bilheteira, rendendo apenas dois terços do que o estúdio esperava.

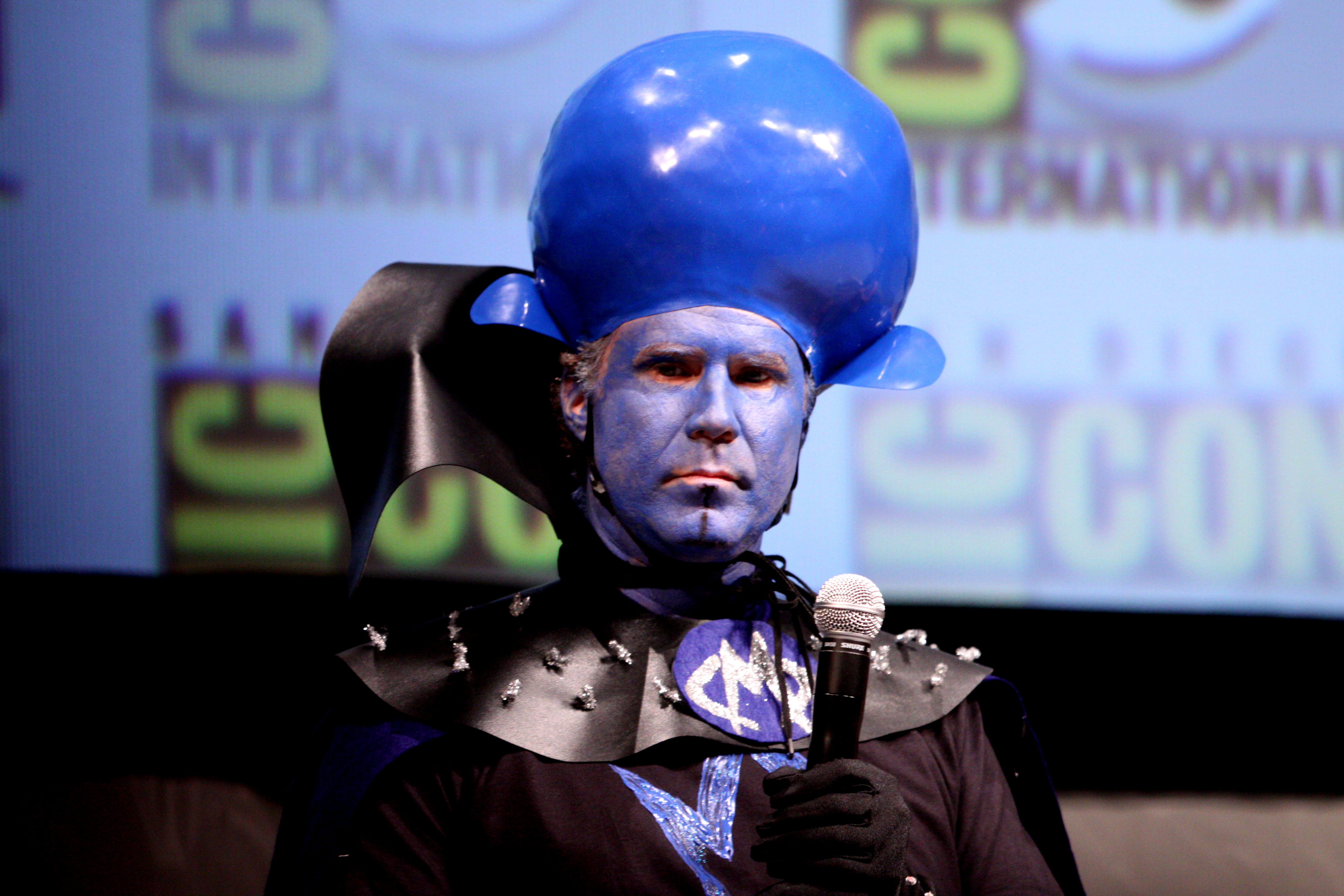
Will Ferrell vestido como a sua personagem Megamind na Comic Con de 2010.

Em 2011, protagonizou Casa de mi padre, um filme que satiriza as telenovelas mexicanas, inteiramente falado em Espanhol, e que conta ainda com Diego Luna e Gael García Bernal no elenco. No ano seguinte, protagonizou The Campaign com Zach Galifianakis, uma comédia política que recebeu críticas medíocres.
Em 2015, foi protagonista das comédias Get Hard e Daddy's Home, que o reuniu com o ator Mark Wahlberg com quem já tinha trabalhado na comédia The Other Guys em 2010. Ambos os filmes receberam críticas mistas ou negativas e foram sucessos de bilheteira. Em 2016, retomou o papel do vilão Jacobim Mugatu em Zoolander 2.
Os seus projetos futuros incluem a comédia dramática Zeroville, baseada no romance homónimo de Steve Erickson; a comédia Holmes and Watson que satiriza as famosas personagens de Arthur Conan Doyle; e The House, uma comédia que vai protagonizar com Amy Poehler sobre um casal que abre um casino ilegal na cave da sua casa.

### Dublagens
Will Ferrell já dublou vários personagens em filmes e séries de animação. Um dos seus papéis mais famosos é o de Megamind, no filme de animação com o mesmo nome de 2010. Em 2016, fez a voz de President Business em The Lego Movie. Além do cinema, Will emprestou a sua voz a personagens nas séries animadas The Oblongs, Family Guy e King of the Hill.

## Filmografia
- 2023 — Barbie
- 2023 — Strays
- 2022 — Spirited
- 2020 — Eurovision Song Contest: The Story of Fire Saga — Lars Ericks
- 2019 — The Lego Movie 2: The Second Part — Presidente Negócios (Voz)
- 2018 — Holmes & Watson — Sherlock Holmes
- 2017 — The House — Scott Johansen
- 2017 — Daddy's Home 2 — Brad
- 2016 — Zoolander 2 — Mugatu
- 2015 — Daddy's Home — Brad
- 2015 — Get Hard — James King
- 2014 — Welcome to Me
- 2014 — The Lego Movie — Presidente Negócios (Voz)
- 2013 — Anchorman 2: The Legend Continues — Ron Burgundy
- 2013 — Three Mississippi
- 2013 — The Internship — Kevin
- 2012 — The Campaign — Cam Brady
- 2012 — Tim and Eric's Billion Dollar Movie — Damien Weebs
- 2012 — Casa de Mi Padre — Armando Alvarez
- 2012 — Everything Must Go — Nick Halsey
- 2010 — MegaMind — Megamente (Voz)
- 2010 — The Other Guys — Detetive Allen Gamble
- 2009 — Land of The Lost — Dr. Rick Marshall
- 2008 — Step Brothers — Brennan Huff
- 2008 — Semi-Pro — Jackie Moon
- 2007 — Blades of Glory — Chazz Michael Michaels
- 2006 — Talladega Nights: The Ballad of Ricky Bobby — Ricky Bobby
- 2006 — Curious George — Ted/O Homem de Chapéu Amarelo (Vozes)
- 2006 — Stranger than Fiction — Harold Crick
- 2005 — Winter Passing — Corbit
- 2005 — Os produtores — Franz Liebkind
- 2005 — Kicking and Screaming — Phil Weston
- 2005 — Bewitched — Jack Wyatt/Daryn
- 2005 — Wedding Crashers — Chazz Reinhold
- 2005 — Melinda and Melinda — Hobie
- 2005 — The Wendell Baker Story — Dave Bix
- 2004 — Anchorman: The Legend of Ron Burgundy — Ron Burgundy
- 2004 — Starsky & Hutch — Big Earl
- 2003 — Elf — Buddy
- 2003 — Old School — Frank Richard (The Tank)
- 2002 — Boat Trip — Namorado do Brian
- 2001 — Zoolander — Mugatu
- 2001 — Jay and Silent Bob Strike Back — Federal Wildlife Marshal Willenholly
- 2000 — The Ladies Man — Lance DeLune
- 2000 — Drawning Mona — Cubby, O Diretor de Funerais
- 1999 — Superstar — Sky Corrigan/Deus
- 1999 — Todas as garotas do presidente — Bob Woodard
- 1999 — Austin Powers: The Spy Who Shagged Me — Mustafa
- 1999 — The Suburbans — Gil
- 1998 — The Think Pink Line — Darren Clark
- 1998 — A Night at the Roxbury — Steve Butabi
- 1997 — Austin Powers: International Man of Mystery — Mustafa
- 1997 — Men seeking women — Al
- 1995 — Bucket of blood (TV) — Jovem
- 1995 — Corações criminosos — Newscaster

## Prêmios
- Recebeu uma indicação ao Globo de Ouro de Melhor Ator — Comédia/Musical, por "Mais Estranho que a Ficção" (2006).
- Recebeu uma indicação ao Globo de Ouro de Melhor Ator (coadjuvante/secundário), por "Os Produtores" (2005).
- Recebeu 4 indicações ao MTV Movie Awards de Melhor Comediante, por "Dias Incríveis" (2003), "Um Duende em Nova York" (2003), "O Âncora — A Lenda de Ron Burgundy" (2004) e "Escorregando para a Glória" (2007).
- Recebeu 2 indicações ao MTV Movie Awards de Melhor Equipe, por "Dias Incríveis" (2003) e "O Âncora — A Lenda de Ron Burgundy" (2004).
- Recebeu uma indicação ao MTV Movie Awards de Melhor Sequência de Dança, por "O Âncora — A Lenda de Ron Burgundy" (2004).
- Recebeu uma indicação ao MTV Movie Awards de Melhor Luta, por "Escorregando para a Glória" (2007).
- Ganhou o MTV Movie Awards de Melhor Beijo, por "Ricky Bobby — A Toda Velocidade" (2006).
- Recebeu uma indicação ao MTV Movie Awards de o Mais Bem Vestido, por "Zoolander" (2001).
- Recebeu duas indicações ao Framboesa de Ouro de Pior Ator, por A Feiticeira (2005) e Holmes & Watson (2018).
- Ganhou o Framboesa de Ouro de Pior Dupla, por "A Feiticeira" (2005).
- Recebeu uma indicação ao Emmy por Melhor performance em uma comédia ou musical por "Saturday Night Live"
- Indicado no Nickelodeon' Kids Choice Awards 2011
- Venceu o Emmy do Primetime como produtor executivo 2 vezes na categoria de Melhor Especial de Variedades: em 2019 por Live in Front Of a Studio Audience: "All in the Family" and "The Jeffersons".[7] e em 2020 por Live In Front Of A Studio Audience: "All In The Family" and "Good Times"[8]
- Venceu o Emmy do Primetime como produtor executivo de Succession, na categoria Melhor Série Dramática em 2020 [9] e em 2022.